# Музей родини Тершаківців (Кліцько)
Музей родини Тершаківців відкритий 15 листопада 2015 року у приміщенні Народного дому села Кліцько на Львівщині. Ініціатори та організатори створення Музею родини Тершаківців — Михайло Степанюк та Іванна Корнецька, керівниця музею — Леся Дашко. Краєзнавець Михайло Степанюк залучив до створення музею городоцького митця Василя Луціва. Скульптор виготовив погруддя Зиновія Тершаківця та Івана Геля.

## Мета заснування музею
Музей створено з метою вшанування пам'яті про відомих представників родини Тершаківців:
- громадсько-політичного діяча, посла до Галицького та Польського сеймів (1926), багатолітнього політв'язня Григорія Тершаківця;
- глави Проводу ОУН-УПА Львівського краю, командира Воєнної Округи «Буг», засновника  «Літопису УПА» Зиновія Тершаківця;
- легендарного сотника українського січового стрілецтва Федіра Черника;
- ученого-літературознавця, провідного шашкевичезнавця, педагога, доктора філософських наук, дійсного члена НТШ Михайла Тершаківця;
- громадсько-політичного діяча, дисидента, політв'язня більшовицьких тюрем і концтаборів (18 років), правозахисника, борця за легалізацію УГКЦ, публіциста, історика Івана Геля.

Онука Зиновія Тершаківця Оксана Стернюк на відкритті музею зазначила, що головним пріоритетом для її родини була національна ідея, а основним капіталом — освіта.
Спадкоємиця роду Тершаківців, заступниця голови Львівської Ліги Українських Жінок Іванна Корнецька наголосила, що сьогодні обов'язком кожного є наслідувати героїв у щоденному житті. Відкриття Музею родини Тершаківців — вагомий внесок вдячних земляків у достойне пошанування, увічнення пам'яті славетної родини.
На відкритті музею був присутній також колишній політв’язень, один з ініціаторів встановлення пам’ятника Зиновію Тершаківцю та побратимам у селі Малий Любінь, Василь Мацелюх. Саме в цьому селі на Львівщині 4 листопада 1948 року відбувся маловідомий півторагодинний бій воїнів УПА з переважаючими силами енкаведистів, під час якого загинув Зиновій Тершаківець, а також референт Служби Безпеки Городоцького району Роман Борецький, зв’язкова Ангеліна П’ясецька та боєць Служби Безпеки Микола Мурин.

## Експозиція музею
В експозиції музею представлено особисті речі, сімейні фотографії, нотатки, листування відомих представників родини Тершаківців. Деякі матеріали для музею передані з приватних колекцій, музеїв і бібліотек Львова.

## Туризм
Музей включено до туристичного маршруту «Патріотичний», розробленого Городоцькою райдержадміністрацією у 2018 році. Протяжність маршруту — 17 км. Також включено Комарнівську тюрму і Музей підпільного штабу УПА генерала Романа Шухевича. Проводяться екскурсії. Завдяки реалізації проекту «Наша історія» в рамках «Комплексної програми розвитку культури Львівщини на 2018-2020 роки», у с. Кліцько встановлено інформаційний знак «Родинне село Івана Геля, українського правозахисника, дисидента, політика, публіциста, релігійного діяча».